# ハナグロザメ
ハナグロザメ Carcharhinus acronotus はメジロザメ属に属するサメの一種。熱帯から亜熱帯の西部大西洋沿岸に生息。全長1.3m。体は流線型で眼は大きく、第一背鰭は小さい。和名・英名は幼魚の吻にある黒い模様に由来したものだが、成魚では不明瞭である。
小魚や頭足類を食べる。大型のサメが天敵。胎生で産仔数3-6。妊娠期間は8-11か月。人を攻撃することはない。IUCNは保全状況を絶滅危惧としている。

## 分類

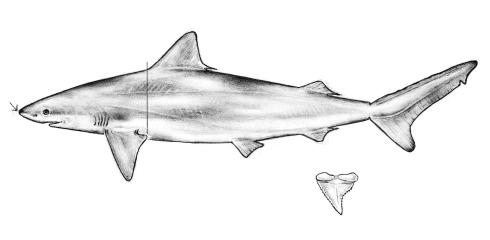
全体と上顎歯のイラスト。縦線は第一背鰭の基部を示す。

1860年、キューバの博物学者フェリペ・ポエがMemorias sobre la historia natural de la Isla de CubaにSqualus acronotusの名で記載した。その後、本種はメジロザメ属(Carcharhinus)に移された。タイプ標本はキューバで捕獲された98cmの雄。
1982年、Jack Garrickは形態の比較を基に、本種はスミツキザメを含むグループと近縁であるとした。だが1988年、レオナルド・コンパーニョはクロトガリザメ・ツマグロを含む5種と近縁であると提唱した。1992年、Gavin Naylorによるアロザイムを用いた分子系統解析では、この種がメジロザメ属の最も基底に位置すると結論された。2008年のMine Dosay-AbkulutによるリボソームDNAの解析では、カマストガリザメやCarcharhinus porosus との類縁が示唆された。2012年の解析では、米西海岸に分布するハナジロメジロザメと近縁であるという結果が得られている。

## 分布
南北アメリカ東海岸の大陸棚に生息し、北はノースカロライナ州からバハマ・メキシコ湾・カリブ海を経て、南はブラジルまで分布する。沿岸の海草藻場、砂底、貝殻・サンゴ礫底によく見られる。年齢・性別ごとに住み分けており、幼魚は浅瀬で、成魚は9m以深(通常18-64m)で見られる。南大西洋開湾（フロリダ半島東側）では夏は北に、冬は南(あるいは沖)に回遊する。メキシコ湾でも同じような行動が見られる。

## 形態

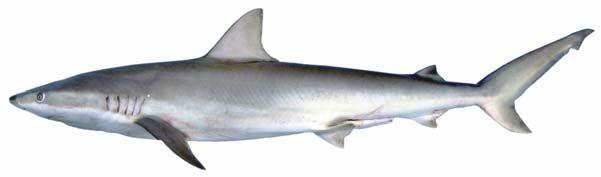
細い体、長い吻、比較的小さい胸鰭・第一背鰭が特徴

細い流線型の体に、長く先端の丸い吻、大きい眼を持つ。鼻孔には水流を制御するためのよく発達した前鼻弁がある。上顎歯列は片側で12-13、下顎は11-12で、中央には1-2本の癒合した正中歯列がある。歯は三角形で傾き、鋸歯がある。上顎歯は下顎歯より頑丈である。5対の鰓裂は短く、第一背鰭基底長の約1/3である。
第一背鰭は胸鰭後端上部から始まり、小さくやや鎌型、先端は尖り後端は短い。第二背鰭は第一背鰭の半分ほどの大きさ。背鰭間に隆起はない。胸鰭は短く先細りになる。体は重なりあった皮歯に覆われている。個々の皮歯の後方には3か5個の尖頭があり、5か7本(幼魚は3本)の隆起が並行に走る。背面は黄-緑がかった灰色か茶色、腹面は白から黄色。特に幼魚では吻端に黒い斑点がある。第二背鰭・尾鰭上葉の先端が黒く、時に尾鰭下葉の先端も黒い。全長1.3-1.4m、体重10kg。最大全長2.0m、最大体重18.9kgの記録がある。

## 生態
小魚を捕食する。主にニベ・タイ科・アンチョビ・ハコフグ・ハリセンボンなどの硬骨魚、またタコや他の頭足類も食べる。素早いため、ペレスメジロザメのような大型のサメから餌を掠め取ることもできる。アンチョビやボラと共に大規模な群れを形成することもある。懐郷性が強く、幼魚も成魚も毎年同じ水域に戻る。
大型のサメの餌となる。捕獲個体ではダイバーや他個体に対しての威嚇行動が観察されている。これは、背を反らせて胸鰭を下げ、口を開けて大きく左右に泳ぐ、というものである。寄生虫としてカイアシ類の Nesippus orientalis ・Perissopus dentatus ・Pandarus sinuatus ・Kroyeria sphyrnae ・Nemesis atlantica ・Eudactylina spinifera、条虫の Paraorygmatobothrium属・Platybothrium属 が知られる。

### 生活史
他のメジロザメ類同様に胎生で、卵黄を使い切った胎児は卵黄嚢を胎盤に転換する。米国沿岸では、雄は毎年、雌は一年おきに繁殖すると考えられる。だが、ブラジル北東部では雌も毎年繁殖する。晩夏には卵黄形成が起こり、秋には交尾・受精に至り、翌年の春-夏にかけて仔魚が産まれる。つまりこのサイクルは北・南半球間で半年ずれている。妊娠期間はブラジルで8か月、米国で9-11か月。
湾内やマングローブのような浅い成育場で1-6匹の仔魚を産む。成育場としてサウスカロライナのブルズ湾が知られている。母体のサイズと産仔数の間には相関がない。新生児は38-50cm。雌は雄より成長が遅く、寿命が長く、最終的なサイズも大きい。南大西洋開湾では体長90cm、雄では4.3年・雌では4.5年で性成熟する。メキシコ湾では体長85cm、雄では5.4年・雌では6.6年で性成熟する。寿命は南大西洋開湾で19年、メキシコ湾で16.5年。

## 人との関連

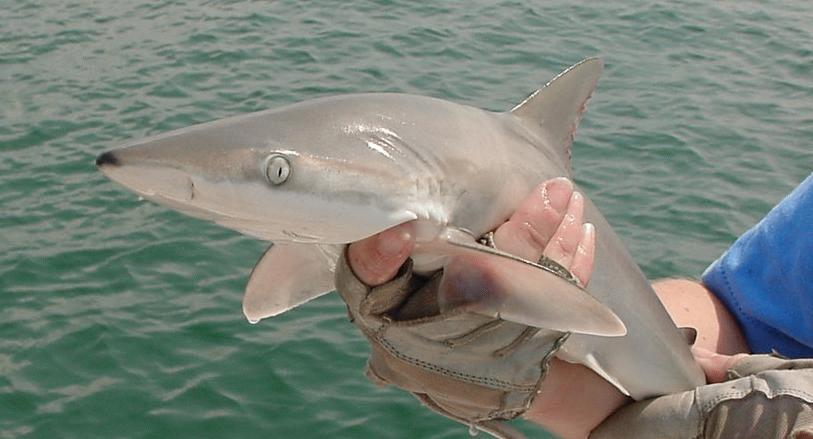
人は攻撃しない。

人への攻撃は報告されていない。だが、威嚇行動をしてきた場合は注意すべきである。ゲームフィッシュとされている。フロリダ・ベネズエラ・ブラジルで刺し網・延縄によって漁獲・混獲され、肉は干物や塩漬けにされる。エビのトロール網漁によって未成魚が大量に混獲されており、大きな脅威となっている。
米国では、1993年からアメリカ海洋漁業局による大西洋・メキシコ湾のサメに対する漁業管理計画によって漁獲が制限されており、ここでは"small coastal shark"(SCS)に分類されている.。米国では1999-2005年にかけて、年平均27,484匹(62t)が漁獲され、NOAAは資源量評価から大西洋とメキシコ湾で乱獲が起きていると判断した。2009年、NOAAは本種に6,065匹の漁獲枠を設ける代わりに、大西洋での刺し網の使用を禁止することを提案した。ブラジル北部での個体数は安定している。カリブ海ではデータがない。IUCNは全世界での保全状況を準絶滅危惧としている。